# Werner Freistetter
Werner Freistetter (ur. 28 października 1953 w Linz) – austriacki biskup rzymskokatolicki, Ordynariusz wojskowy Austrii od 2015.

## Życiorys
Święcenia kapłańskie otrzymał 9 października 1979 i został inkardynowany do archidiecezji wiedeńskiej. Przez kilka lat pracował duszpastersko, a w 1985 został asystentem Instytutu Nauk Etycznych przy Uniwersytecie Wiedeńskim. W latach 1993–1996 współpracował z Papieską Radą ds. Kultury. W 1997 rozpoczął pracę w austriackim ordynariacie polowym, a w latach 2006–2015 był w nim wikariuszem biskupim.
16 kwietnia 2015 papież Franciszek mianował go biskupem ordynariuszem ordynariatu wojskowego Austrii. Sakry udzielił mu 11 czerwca 2015 nuncjusz apostolski w Austrii - arcybiskup Peter Zurbriggen.
W 2023 otrzymał Wielką Złotą Odznakę Honorową Odznaki Honorowej za Zasługi dla Republiki Austrii.